# Never Again (chanson de Nickelback)
Pour les articles homonymes, voir Never Again.
Singles de Nickelback
Too Bad
(2002) Someday
(2003)
Never Again est le huitième single du groupe Nickelback et le troisième de l'album Silver Side Up sorti en 2002.

## Classements
| Classement (2002)              | Meilleure position |
| ------------------------------ | ------------------ |
| États-Unis (Mainstream Rock)   | 1                  |
| Irlande (IRMA)                 | 38                 |
| Royaume-Uni (UK Singles Chart) | 17                 |

## Liste des chansons
| No | Titre                | Durée |
| -- | -------------------- | ----- |
| 1. | Never Again          |       |
| 2. | One Last Run (Live)  |       |
| 3. | Worthy to Say (Live) |       |